# Hvergelmir

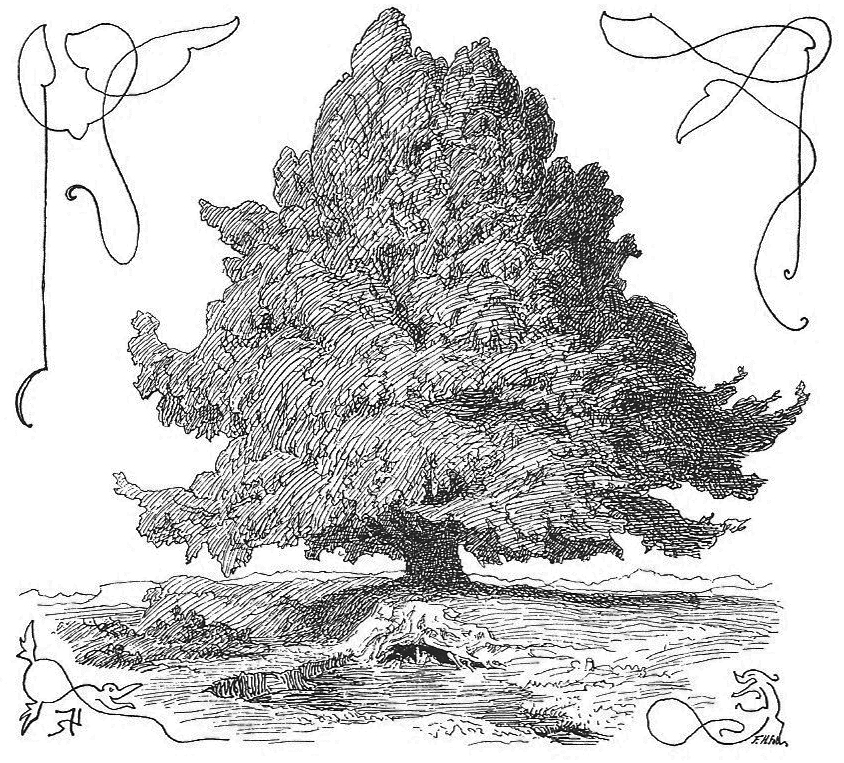
Der Weltenbaum mit der Quelle an seinen Wurzeln. Illustration von Lorenz Frølich, 1895.

Hvergelmir (altnordisch Hvergelmir), auch Hwergelmir, ist in der nordischen Mythologie die Quelle, die alle Flüsse der Welt mit Wasser speist. Sie liegt unter dem Weltenbaum Yggdrasil, der die Schöpfung in seiner Gesamtheit verkörpert, und ist die Heimat vieler Schlangen und des schlangenartigen Drachen Nidhöggr.

## Forschung
Altnordisch Hvergelmir setzt sich zusammen aus altnordisch hverr „Kessel, heiße Quelle“ und dem zweiten Wortbestandteil gelmir, der schwer zu deuten ist. Besonders ist daran, dass sonst nur die Namen dreier Vorzeitriesen auf gelmir enden. Nach Jan de Vries geht gelmir auf altnordisch galmr „Schwert“ zurück, das ursprünglich „der Helltönende“ bedeutete. Deswegen übersetzt er den Namen der Quelle mit „der brausende Kessel“. John Lindow hingegen überträgt den Namen mit „heißer Quellkessel“. Eine weitere Deutung schlägt Adolfo Zavaroni vor, der gelmir von altnordisch galli „böse, Laster, Schaden“ ableitet und den Namen mit „der böse Kessel“ wiedergibt.
Der Name der Quelle gilt jedoch als nicht besonders alt. Sehr alt hingegen dürfte ihre Kennzeichnung als Mutter aller Flüsse und Schlangenhort in der Landschaft am Weltenbaum sein. In der Forschung ist man im Allgemeinen davon überzeugt, dass Lärad nur eine Variante von Yggdrasil darstellt und beide Bäume miteinander identisch sind. Des Weiteren geht man auch davon aus, dass die drei Quellen unter dem Weltenbaum Yggdrasil, Hvergelmir, der Urdbrunnen und Mimirs Brunnen letztlich auf eine mythische Quelle zurückgehen. Kurt Schier legte hierzu dar, dass der Schöpfungsbericht der Völuspá in Zusammenhang mit einer Vielzahl von eurasischen Weltschöpfungen stehen könnte, die aus dem Wasser heraus erfolgten (Wasserkosmogonie). In diesem Zusammenhang wäre der Weltenbaum, an dessen Fuße die Quelle liegt, aus der alle Flüsse entspringen, identisch mit der verbreiteten Vorstellung, wonach der Weltenbaum in der Mitte eines Urmeeres liegt, von dem alle Flüsse abgehen. Hvergelmir wäre in diesem Fall nichts anderes als eine andere Form des Urmeeres, das am Anfang aller Zeiten war und den Zustand des Chaos verkörpert.